# دام بدهی

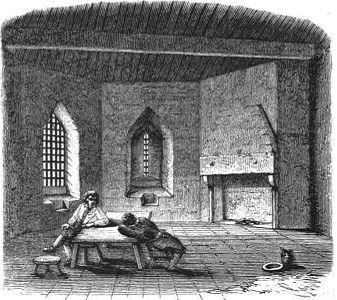
طرح نگاره‌ای از دام بدهی

یک دام بدهی به اینصورت تعریف می‌شود «وضعیتی که پرداخت یک بدهی خیلی سخت یا غیر ممکن شود، معمولاً به علت بهره بالای پرداختی باعث عدم پرداخت اصل بدهی می‌شود.» طبق اعلام مرکز Center for Responsible Lending (CRL)، هفتاد و شش درصد از کل حجم وام روزپرداختها در ایالات متحده آمریکا دو هفته قبل از پرداخت وام دیگری گرفته می‌شود. این مرکز اعلام می‌کند که ۲۵–۵۰ درصد از کسانی که چک‌های وام با موجودی ناکافی هستند، آنها را به دریافت وام‌های روزپرداخت مجبور می‌کند. وام گیرندگان پرداخت بهره درصد بالا را ادامه می‌دهند و دوره وام را بلندتر می‌کنند، اینکار آنها را به‌طور مؤثر در دام بدهی قرار می‌دهد.